# Despierta los niños
Albums de Mindless Self Indulgence
Alienating Our Audience
(8 octobre 2002) You'll Rebel to Anything
(12 avril 2005)
Despierta los niños est un EP de Mindless Self Indulgence, contenant 6 titres inédits du groupe. À l'époque, le groupe ne le vendait que dans leurs concerts, il est donc très rare à dénicher.

## Listes des chansons
1. Wack! - 2:10
2. Brooklyn Hype (Part One) - 2:24
3. Capitol P - 1:56
4. Molly (Live) - 1:49
5. Alienating Our Audience - 2:03
6. Joke - 1:58

## Musiciens
- Jimmy Urine - Chant
- Steve, rirhg? - guitare
- Lyn-Z - basse
- Kitty - batterie